# Карева, Галина Алексеевна
Галина Алексеевна Карева (1 января 1929, Николо-Пестровка, Средне-Волжская область — 2 февраля 1990, Москва) — советская оперная певица (лирическое меццо-сопрано), народная артистка РСФСР.

## Биография
Галина Карева родилась 31 декабря 1928 года (по паспорту: 1 января 1929 года) в городе Никольске (ныне — Пензенской области). Отец — Алексей Иванович работал агрономом. Мать — Мария Васильевна (в девичестве Горюнова). Имела младших сестёр Лидию и Ольгу. Семья часто переезжала по месту работы отца (Самара, Саранск, Ижевск), с 1937 года — Москва. Летние месяцы в детстве Галя проводила в селе Маис у бабушки.
В 1937 году Галина поступила в 1-й класс 201-й образцовой школы. В этой школе училась тогда и Зоя Космодемьянская. С началом Великой Отечественной войны Карева с мамой и младшими сёстрами была эвакуирована в посёлок Ночка в Пензенскую область. Там впервые стала выступать на сцене, пела, читала стихи, танцевала и лихо била чечётку, играла в драматический спектаклях, где ей особенно удавались роли немецких офицеров (говорила с немецким акцентом, мешая русские и немецкие слова). Там впервые захотела стать актрисой.
В 1944 году семья воссоединилась в Москве, где отец оставался все эти военные годы, а оттуда Галина уехала в ещё прифронтовой город Измаил, куда отца направили восстанавливать разрушенное хозяйство. Там она устроилась медсестрой в госпиталь, ещё и пела раненым. Победу встретила в Измаиле.
Вернувшись в Москву, Карева недолго работала секретарём отдела в Министерстве заготовок, потом пионер-вожатой в школе № 201, снова секретарём в Гипронииавиапроме. В конце 1940-х поступила на подготовительные курсы в МАИ. Устроилась в лабораторию при институте, участвовала в институтской самодеятельности, познакомилась с Майей Кристалинской и выступала с ней в одной агитбригаде.
Пробовалась в ГИТИС, Берсенёвскую студию, студию Камерного театра, везде не проходила по конкурсу. Переживания привели к нервному расстройству и заиканию. Ей посоветовали лечиться пением.
Стала показываться в музыкальные училища, в училище при консерватории и Гнесинском ей отказали после первого тура, в консерватории (лично Свешников) — после второго. Однако отец поддерживал её желание стать певицей и в 1952 году она всё же поступила в Музыкальное училище имени Ипполитова-Иванова, где окончила класс академического пения А. К. Чумаковой-Корсовой. Учёбу совмещала с работой в Мосэстраде, куда и была распределена по окончании учёбы, в отдел музыкальных ансамблей.
Не удовлетворённая предлагаемым ей репертуаром (джаз) в 1958 году участвовала в просмотре в Большой театр, где в это время начали готовить постановку оперы Прокофьева «Война и мир». Прошла по конкурсу на роль Элен. Увы, выступления в театре ограничили лишь шефскими концертами.
По собственному желанию перешла в оперный театр города Куйбышева, переехала в Куйбышев с трёхлетним сыном. В Куйбышеве она отработала полтора сезона (1959—1960). Материально жила очень трудно, маленькая зарплата, съёмная комната. Пробовалась в Свердловский театр, потом в Кировский в Ленинграде и с 1 января 1961 года стала солисткой этого театра. Служение в театре продолжилось до 1978 года. В 1965 году приглашалась на главную роль в фильм «Катерина Измайлова», но отклонила предложение в связи с большой занятостью в театре.
Помимо оперного творчества подготовила 12 концертных программ: вокальные произведения Баха, Генделя, Джордано, Перголези, Моцарта; романсы русских и зарубежных композиторов, испанские и неаполитанские песни, оперная классика. В 1964 году дала первый большой концерт, в котором пела романсы. С этого же года часто выступала в Концертном зале им. Чайковского в Москве.
С 1978 года, оставив сцену Кировского театра из-за создавшейся там «антитворческой» обстановки, снова жила в Москве. С 1984 года преподавала в Музыкальном училище им. Ипполитова-Иванова.
Последний концерт дала 22 сентября 1989 года (киноконцертный зал «Октябрь»).
Неоднократно отказывалась вступать в Коммунистическую партию, в результате чего была лишена возможности ездить с театром в зарубежные гастрольные поездки, а затем и вовсе уволена из театра. Дальнейшая творческая деятельность певицы проходила в индивидуальных гастрольных поездках, в основном — в отдалённые уголки Советского Союза.
Находясь в определённой оппозиции к существовавшей власти, сумела вывести романс на большую сцену и на протяжении всей жизни отстаивала в своём репертуаре русские романсы Фомина, Прозоровского, Зубова и других композиторов, произведения которых не рекомендовались к исполнению министерством культуры СССР.
Популярность артистки привела к тому, что в январе 1973 года ей всё-таки присвоили звание заслуженной артистки РСФСР, но звания народной артистки РСФСР Галина Алексеевна Карева была удостоена только в 1984 году.
Карева глубоко работала над своими ролями, много читала, из наиболее востребованных ею книг А. Н. Лук «Мышление и творчество», «Герцен об искусстве» и М. Львов «Нежданова».
Скончалась 2 февраля 1990 года на 62-м году жизни после тяжёлой продолжительной болезни. По завещанию похоронена рядом с отцом на Химкинском кладбище в Москве. На надгробии высечены ноты и строки русского романса «Отцвели уж давно хризантемы в саду».

## Личная жизнь
Муж —
Сергей Переверткин, впоследствии учёный-механик, профессор МВТУ
Александр Основиков, музыкант
сын — Александр
муж — Олег Немировский, медик

## Известные адреса
- Ленинград, Мичуринская улица, 11
- Москва, Новослободская улица, 50.

## Память
- В Пензенской области регулярно проходят Всероссийские фестивали исполнителей русского романса имени Галины Каревой. Инициатором и организатором фестивалей является Заслуженная артистка РСФСР Нина Голубина[3].
- В 2008 году в Московском издательстве «Московские учебники и Картолитография» издана книга «Галина Карева — певица России». Автором книги является сестра Галины Каревой — Лидия Алексеевна[4].